# طواف آسيا للدراجات 2022
طواف آسيا للدراجات 2022 (بالإنجليزية: 2022 UCI Asia Tour)‏ هو الموسم 18 من  طواف آسيا للدراجات. بدأ الموسم في 6 نوفمبر 2021 وينتهي في أكتوبر 2022.

## السباقات
| طواف آسيا للدراجات  | طواف آسيا للدراجات  | طواف آسيا للدراجات       | طواف آسيا للدراجات | طواف آسيا للدراجات     | طواف آسيا للدراجات |
| التاريخ             | السباق              | الفائز                   | الثاني             | الثالث                 |                    |
| ------------------- | ------------------- | ------------------------ | ------------------ | ---------------------- | ------------------ |
| 1 – 6 ديسمبر 2021   | طواف تايلاند        | Sainbayaryn Jambaljamts ‏ | Adne van Engelen ‏  | Sarawut Sirironnachai ‏ |                    |
| 28 يناير – 1 فبراير | طواف الشارقة ‏       | قريقا بولي               | Eusebio Pascual ‏   | Cyrus Monk ‏            |                    |
| 1 – 5 فبراير        | طواف السعودية       | Maxim Van Gils ‏          | Santiago Buitrago ‏ | روي كوستا              |                    |
| 1 – 6 أبريل         | طواف تايلاند        | آلان باناسيك             | Yūma Koishi ‏       | ريمون كريدر            |                    |
| 10 – 17 يوليو       | طواف بحيرة تشينغهاي | Liu Jiankun ‏             | Zhang Zhishan ‏     | Yu Tao Shen ‏           |                    |
| 2 – 6 أكتوبر        | طواف تايوان         | بنيامين ديبول            | Sam Culverwell ‏    | ماركوس غارسيا          |                    |